# Ata
Ata — чистящее средство, продаваемое с 1920 года немецкой компанией Henkel. Первоначально состояло только из песка и соды. 

## История
Средство Ata было запущено в производство 1 июня 1920 года. Изначально средства продавались в картонных коробках, а с 1924 года средства продавались в необычной бутылке из литой бумаги. До 1935 года средство Ata производилось на заводе Henkel по производству мыла и соды в Дюссельдорфе. В 1934 году в Дюссельдорфе началось строительство собственного завода Ata. Песок поступал из Херцогенрата, где его добывали до 1950-х годов.
С 1923 года средство Ata выпускалось на заводе Henkel для производства моющих и чистящих средств в Гентине. Поскольку это производственное предприятие для Ata после Второй мировой войны находилось в советской зоне, завод Genthin был передан в провинцию Саксония-Анхальт на правах государственной собственности. С 1947 года завод назывался «Industrie-Werke Sachsen Anhalt, Waschmittelwerk Genthin, sitz Halle», с 1948 года — «Vereinigung Volkseigener Betriebe Sapotex, Persilwerk Genthin», с 1952 года — «EB Persil-Werk, sitz Genthin», а с 1957 года — «VEB Waschmittelwerk Genthin». В ноябре 1990 года, после воссоединения, завод был вновь поглощён компанией Henkel, а производство Ata в Восточной Германии было прекращено в 1991 году.

## Производство
В Германии чистящее средство Ata производилось компанией Henkel в 2017 году под названием Sidol ATA, а с 2018 года — под названием Bref Power ATA. С 2012 года в Австрии средство называлось Bref Citrus.